# Teniente general
Teniente general es un grado en el escalafón militar. Equivale al general de cuerpo de ejército (entre 20 000 y 40 000 soldados), de cuerpo aéreo (flota aérea) en países como Francia, Italia y Cuba o general de división en países como Brasil, Chile y Ecuador.  Japón, que usa al teniente general como el rango de comandante de división, también corresponde a este último.
En el ámbito de los países que forman parte de la OTAN, al grado de teniente general le corresponde el código OF-8 según la norma STANAG 2116 que estandariza los grados del personal militar.

## Argentina
En la Argentina, el grado de teniente general fue creado por la ley 1.254 de Ascensos Militares promulgada en 1882, siendo presidente Julio Argentino Roca. Hasta entonces el grado máximo era el de brigadier general. Sus insignias eran tres estrellas de cinco puntas sobre presillas de color rojo grana, según el Reglamento de Uniformes del Ejército, 10 de octubre de 1904. Años después, las estrellas fueron de cuatro puntas, hasta 1943. Luego se adoptaron los soles.
La ley 13.996, promulgada el 6 de octubre de 1950, cambió el nombre de este grado a "general de ejército", en su artículo 76 y en su Anexo 1. Su insignia siguió siendo de tres soles con reborde rojo. Fueron generales de ejército, entre otros, Juan Domingo Perón, y Alfredo Avalos.

La ley 13.996 fue derogada por el decreto-ley 6301/58, del 29 de abril de 1958, volviendo el nombre del grado a teniente general, y conservando como insignia los tres soles.

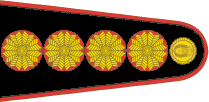
Galones de teniente general del Ejército Argentino.

En el Ejército Argentino, el grado de teniente general es reservado para el militar que ocupe el cargo de jefe del Estado Mayor General del Ejército. Además, aplica para el oficial del Ejército designado como jefe del Estado Mayor Conjunto de las Fuerzas Armadas.
Sin perjuicio de ello, en los últimos tiempos se ha admitido que este grado puede ser detentado por un oficial que no ocupe la Jefatura del Ejército o del Estado Mayor Conjunto. Tal es el caso de teniente general Daniel Camponovo, quien como general de división se desempeñaba como comandante operacional de las Fuerzas Armadas (dependiente del jefe del Estado Mayor Conjunto de las Fuerzas Armadas), y en julio de 2010 fue ascendido al grado de teniente general. Este oficial pasó a retiro a fines de 2010, y dicho cargo es actualmente desempeñado por un general de división.
En el uniforme del Ejército Argentino se identifica al teniente general con los galones propios de un general con cuatro soles sobre un campo rojo. Antes del año 1991 ostentaba solo tres soles.
Este escalafón equivale al de almirante para la Armada y al de brigadier general para la Fuerza Aérea.

## Chile

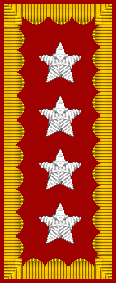
Teniente general del Ejército de Chile.

La denominación de teniente general de ejército, se crea mediante del Decreto Ley 2.335 de 1978, estableciendo que 

En el Ejército, se denominarán teniente general de ejército, los oficiales generales del grado de general de división que, no obstante haber cumplido con los tiempos máximos que contempla la letra e) del artículo N.° 166, continúen en servicio activo por las causales o circunstancias que prevé dicha disposición legal

es decir, aquellos que cumplían 38 años de servicios efectivos como oficiales, o 41 años efectivos computables para el retiro y que se encontraren desempeñando como titular el cargo de vicecomandante en jefe institucional o la Jefatura del Estado Mayor de la Defensa Nacional, pudiendo mantenerse en servicio hasta tres años más.
Sin embargo, la Ley 18.371 de 1984 estableció que serían tenientes generales 

los oficiales generales del grado de mayor general que, no obstante haber cumplido con los tiempos máximos que contempla la letra e) del artículo 166, continúen en servicio activo desempeñando, como titular, el cargo de vicecomandante en jefe institucional, por la circunstancia indicada en el inciso primero de la señalada disposición legal

además con ello, estos pasaban a integrar la Junta de Gobierno en representación del Ejército.
Con la Ley 18.948, Orgánica Constitucional de las Fuerzas Armadas, de 27 de febrero de 1990, se crea formalmente el grado de teniente general como máximo grado del Ejército, no obstante Augusto Pinochet siguió reteniendo el grado de capitán general, gracias a una serie de normas transitorias, hasta 1998, cuando su retiro de la Comandancia en Jefe del Ejército permitió que el general Ricardo Izurieta, ascendiese al grado de teniente general, siendo reservado este grado en adelante como exclusivo para el comandante en jefe del Ejército.
En 2002, mediante la ley 19.796 de 2002 se deroga el grado de Teniente General y se establece la anterior denominación de general de ejército que pasa a ser un grado efectivo. El sucesor de Izurieta, Juan Emilio Cheyre, asumió la Comandancia en Jefe con el grado de general de ejército.
En el uniforme del Ejército de Chile se identificaba al teniente general, con cuatro estrellas sobre un campo rojo. Ahora aquella identificación es ocupada por el general de ejército.

## Ecuador
General de la Fuerza Aérea Ecuatoriana de graduación militar entre brigadier general y general del aire, equivalente a general de división en el Ejército del Ecuador, o a vicealmirante en la Armada del Ecuador, según la clasificación de los rangos militares en las Fuerzas Armadas del Ecuador.

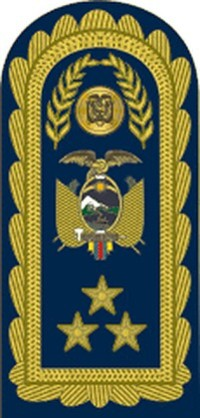
Divisa de teniente general de la Fuerza Aérea Ecuatoriana.

## España
General de graduación inmediatamente superior al de general de división e inferior al de general de Ejército en el Ejército de Tierra y superior al de general de división e inferior al de general del Aire en el Ejército del Aire y del Espacio de España.
Equivalente al rango de almirante en la Armada española, dentro de esta arma también se usa el empleo de teniente general, en el Cuerpo de infantería de marina (desde 2019). Hasta 1999, fecha en la que se creó el general de ejército, los tenientes generales eran los segundos jefes superiores de las Fuerzas Armadas, solo por detrás del capitán general. Ocupaban las jefaturas de Estado Mayor y el mando supremo de cada una de las regiones militares en las que se subdividía España hasta 2002, en su caso siendo llamados honoríficamente capitán general de dicha región.
En la Guardia Civil es el empleo máximo al que se puede aspirar desde el año 2006, uno de ellos es nombrado director adjunto operativo, siendo este el más alto cargo militar del instituto armado, solo por debajo del director general de la Guardia Civil, ostentado por un funcionario civil.
Su divisa es 1 bastón y 1 sable cruzados bajo una corona (que indican el generalato) y 3 estrellas (hasta 1943 solo ostentaban 2, las 3 eran de capitán general) de 4 puntas (o luceros) colocadas en los espacios entre los sables (que indican el empleo del general). El bastón significa mando y la espada fuerza, el bastón y la espada cruzada significan mando sobre fuerzas. El capitán general (solo lo es el rey) tiene 2 bastones cruzados que significa mando sobre mando.

Divisa de teniente general (Ejército de Tierra)
Divisa de almirante (Armada)
Divisa de teniente general (Infantería de Marina)
Divisa de teniente general (Ejército del Aire y del Espacio)
Divisa de teniente general (Guardia Civil)

## Estados Unidos
En el Ejército y la Fuerza Aérea de los Estados Unidos el grado de teniente general es un general de tres estrellas. Es el superior inmediato de mayor general e inferior inmediato de general.

## Colombia
Oficial General las Fuerzas Armadas Colombianas de graduación militar entre mayor general y general. Este grado fue eliminado en 2016.
En los uniformes de las Fuerzas Militares de Colombia se identifica al teniente general con tres soles, cada sol de doce rayos, seis rayos largos y seis cortos intercalados entre sí; en la Policía Nacional se distinguen por tres estrellas, que constan del escudo nacional presentado en alto relieve, cada estrella de 10 puntas iguales. Fijados sobre las charreteras, portapresillas y hombreras de los uniformes. En la Armada su grado equivalente es el de almirante de escuadra, en la Infantería de Marina equivale a teniente general y en la Fuerza Aérea equivale a teniente general del Aire.

### Historia

Insignia de teniente general en Colombia.

En las Fuerzas Militares de Colombia el grado de teniente general fue creado por el presidente Mariano Ospina Pérez el 14 de febrero de 1948 mediante decreto 556 por el cual se ascendía al entonces general Germán Ocampo Herrera, destinándole como jefe del Estado Mayor General (equivalente a comandante de las Fuerzas Militares) hasta el 10 de abril de 1948 cuando fue nombrado ministro de Guerra. Hasta entonces solo existía el grado de general (un sol) con lo que quedaron brigadier general y teniente general (uno y dos soles). También alcanzaron esta dignidad los tenientes generales Rafael Sánchez Amaya, Gustavo Rojas Pinilla y Régulo Gaitán Patiño. El general Rojas Pinilla una vez fue presidente de facto, instauró el grado de general jefe supremo (cuatro soles) con el fin de distanciarse de los demás oficiales generales. Una vez derrocado Rojas, este grado fue abolido.
En los años 1960 nuevamente se reformó la jerarquía militar, quedando tres grados de oficiales generales: brigadier general, mayor general y general, cuyas insignias correspondían a uno, dos y tres soles respectivamente.
El expresidente Álvaro Uribe Vélez reinstauró el grado de teniente general, al conceder un cuarto sol a los generales Freddy Padilla de León, excomandante de las Fuerzas Militares, al general Jorge Ballesteros, excomandante de la Fuerza Aérea, al almirante David René Moreno Moreno, exjefe de Estado mayor conjunto de las Fuerzas militares y al almirante Guillermo Barrera Hurtado, excomandante de la Armada nacional, dejando el grado de teniente general a los generales de tres soles y los de cuatro soles el grado de general.
El Gobierno nacional tomó la decisión de entregar el cuarto sol a estos generales, para nivelarlos en jerarquía con los comandantes de fuerzas militares de otros países, como por ejemplo Estados Unidos, Gran Bretaña, España, Argentina y Chile. Dicha decisión se ratificó cuando el Congreso de la República expidió la Ley 1405 de 2010, en donde se establecen los nuevos grados militares en la República de Colombia.
El grado de teniente general fue abolido en 2016 por medio de la ley 1792.

## República Dominicana

Insignia dominicana de teniente general.

En las Fuerzas Armadas de la República Dominicana el grado de teniente general es el máximo y mayor rango militar y lo ostenta el ministro de las Fuerzas Armadas de República Dominicana de manera transitoria. Una vez su nombramiento sea dejado sin efecto por el Poder Ejecutivo, pasa al grado inmediatamente inferior de mayor general.
Para los oficiales de la Marina de Guerra de la República Dominicana, el grado es almirante y solo será ostentado si el oficial es designado a cargo del Ministerio de las Fuerzas Armadas del país.